# KLT
Pour les articles homonymes, voir KLT (homonymie).
Le KLT, abréviation de Kerne-Leon-Treger (en français : Cornouaille-Léon-Trégor, nom de trois évêchés de Basse-Bretagne avant la création des départements français), est l'une des deux principales formes de langue bretonne. Sans être vraiment un dialecte, c'est plutôt un continuum linguistique qui correspond à la majeure partie de la Basse-Bretagne.

## Présentation
Le KLT est aussi une norme orthographique créée par une convention d'écrivains dont François Vallée et Jean-Marie Perrot par exemple, en 1908 pour les dialectes de ces trois évêchés, dialectes relativement proches et ayant en commun un accent tonique fortement marqué sur l'avant-dernière syllabe, entre autres, au contraire du vannetais, le quatrième principal dialecte. Un accord avec les écrivains vannetais pour une norme unique avait été envisagé, mais n'avait pas pu aboutir.
Une autre norme orthographique est proposée en 1911 (introduction du digramme ‹ zh ›) et 1936 et progressivement acceptée en 1941 et 1942, appelée KLTG, incluant le dialecte vannetais (Gwenedeg) qui s'est substituée à celle du KLT (voir Orthographe du breton).